# Milan Associazione Calcio 2002-2003
Questa voce raccoglie le informazioni riguardanti il Milan Associazione Calcio nelle competizioni ufficiali della stagione 2002-2003.

## Stagione

Da sinistra: Alessandro Nesta posa con Adriano Galliani nel giorno della sua presentazione: arrivato dalla Lazio nell'ultimo giorno di mercato, il difensore si rivelerà decisivo nei successi stagionali del Milan oltreché un futuro senatore della squadra per il successivo decennio.

Reduce da una sofferta qualificazione ai preliminari di Champions League, nell'estate 2002 il Milan apportava sostanziali cambiamenti all'organico: tra questi l'ingaggio di Seedorf dall'Inter, col passaggio di Coco ai nerazzurri, acquisto maldigerito in origine dalla tifoseria. Sposavano la causa anche il brasiliano Rivaldo e il danese Tomasson, oltre all'ex laziale Alessandro Nesta il cui arrivo fu perfezionato nei giorni conclusivi del mercato.
Svolta importante in avvio di stagione, coi meneghini impegnati sul triplice fronte, l'intuizione del tecnico Carlo Ancelotti nell'arretrare Pirlo davanti alla difesa. Superato in relativa scioltezza un girone europeo che recava la presenza del temuto Bayern Monaco, con il quale furono ottenuti punti decisivi per la qualificazione, la prima battuta d'arresto in campionato si verificò a opera del Chievo; ulteriori passi a vuoto — come quello rimediato contro la Juventus e in gare ormai ininfluenti per la Champions — erano riscattati col Parma, affiancando poi al comando i bianconeri grazie al derby milanese vinto il 23 novembre 2002.
Maldini e soci cominciarono col piede giusto anche il secondo step della competizione continentale, sconfiggendo tra le mura amiche il Real Madrid detentore del titolo: mentre Redondo compiva finalmente il suo esordio dopo l'infortunio patito nel 2000, Inzaghi vendicò col Borussia Dortmund la semifinale di Coppa UEFA dell'anno precedente e un margine di 3 punti sui concittadini assicurò il titolo d'inverno. «Fuoco di paglia», questo, destinato a esaurirsi già nei mesi di gennaio e febbraio quando i lombardi persero terreno dalle storiche rivali: ben più fortunata l'avventura in Europa, conquistando anzitempo un biglietto per i quarti di finale.
A bruciare le residue speranze in chiave-scudetto una primavera altalenante, coi succitati ducali e l'Empoli a vanificare le affermazioni con sabaudi e nerazzurri: uno scontro «da brividi» con l'Ajax regalò invece le semifinali, trovando come avversario proprio gli uomini di Cúper. L'andata terminò senza gol, caricando di pressioni il retour match anche per un titolo nazionale risultato appannaggio della formazione torinese: Ševčenko frantumò un equilibrio ripristinato da Martins, con Abbiati a salvare il punteggio compiendo una difficile parata su Kallon.
In attesa di misurarsi coi summenzionati piemontesi nella cornice dell'Old Trafford, i rossoneri ipotecarono la Coppa Italia — dilagando all'Olimpico contro una Roma in pieno sbando societario — e fecero loro un terzo posto in campionato: il confronto di Manchester si trascinò ai rigori senza alcuna rete in 120', con prodezze dell'estremo difensore Dida e un rigore messo a segno dell'ucraino decisivi per aggiudicarsi il trofeo. A sollevare la coppa è il capitano Paolo Maldini, replicando quanto fatto dal padre Cesare esattamente un quarantennio addietro; sulle maglie del Diavolo trovò inoltre spazio la coccarda tricolore, guadagnato dopo aver spento a San Siro un tentativo di rimonta dei capitolini.

## Divise e sponsor

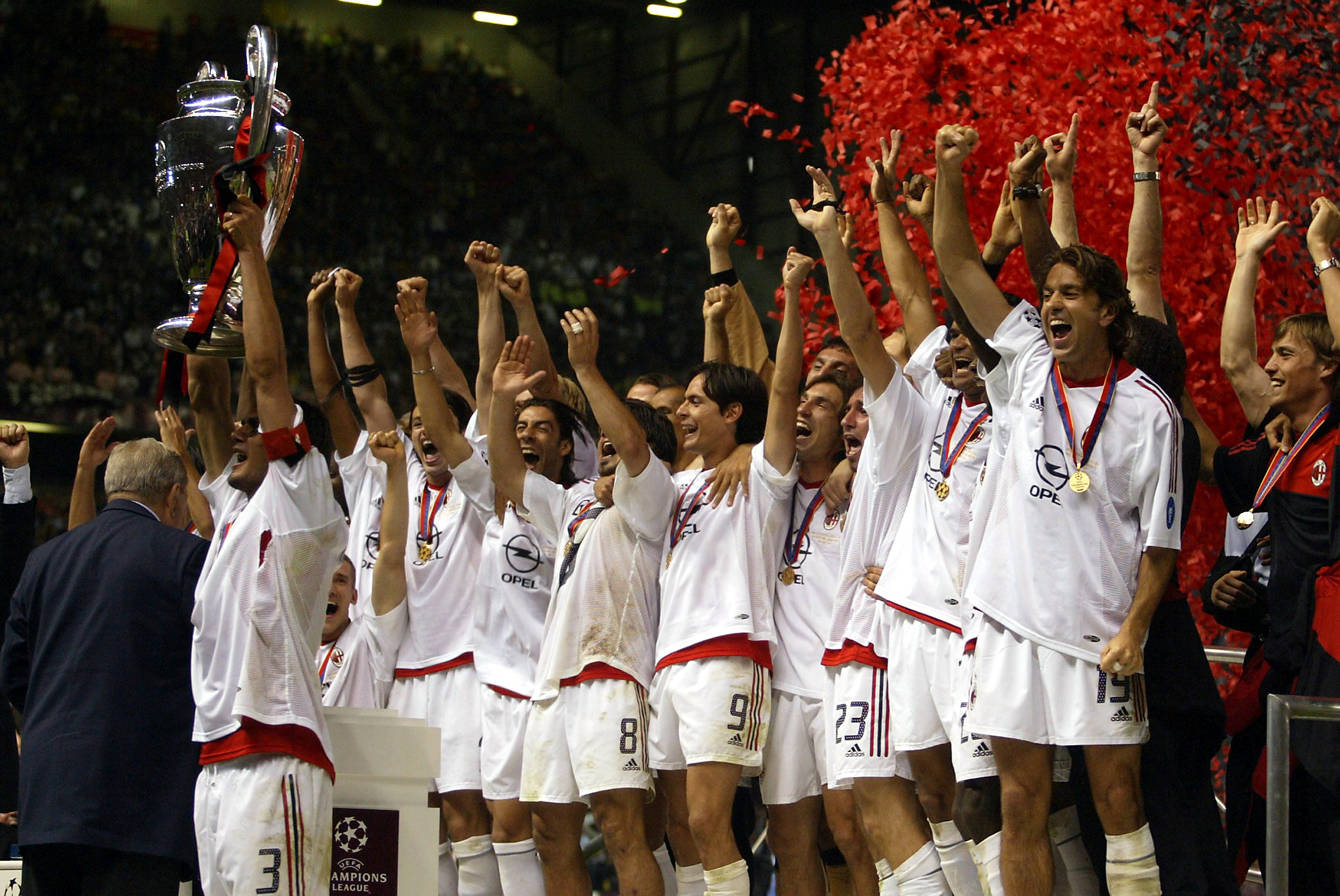
La squadra festeggia la vittoria della 6ª Champions League con indosso la cosiddetta Lucky One, la tradizionale divisa bianca vestita dal Milan per le finali europee.

Lo sponsor tecnico per la stagione 2002-2003 è Adidas, mentre lo sponsor ufficiale è Opel. La divisa è una maglia a strisce verticali della stessa dimensione, rosse e nere, con pantaloncini e calzettoni neri. La divisa di riserva è completamente bianca, mentre la terza divisa è a maglia nera con pantaloncini e calzettoni neri.
| Casa | Trasferta | Terza divisa | Quarta divisa | 1ª portiere | 2ª portiere | 3ª portiere |

## Organigramma societario
Area direttiva
- Presidente: Silvio Berlusconi
- Vice presidenti: Adriano Galliani (vicario), Paolo Berlusconi, Gianni Nardi
- Amministratore delegato: Adriano Galliani

Area organizzativa
- Direttore organizzativo: Umberto Gandini
- Team manager: Silvano Ramaccioni

Area comunicazione
- Direttore comunicazione: Vittorio Mentana
- Capo ufficio stampa: Paolo Tarozzi

Area tecnica
- Direttore sportivo: Ariedo Braida
- Allenatore: Carlo Ancelotti
- Allenatori in seconda: Giorgio Ciaschini, Mauro Tassotti
- Preparatore dei portieri: Villiam Vecchi
- Preparatori atletici: Giovanni Mauri, William Tillson, Daniele Tognaccini

Area sanitaria
- Coordinatore sanitario: Jean Pierre Meersseman
- Medico sociale: Rodolfo Tavana
- Massaggiatori: Roberto Boerci, Roberto Morosi, Giorgio Puricelli, Tomislav Vrbnjak

## Rosa
| N. |                        | Ruolo | Calciatore                            |
| -- | ---------------------- | ----- | ------------------------------------- |
| 1  | Italia (bandiera)      | P     | Valerio Fiori                         |
| 2  | Danimarca (bandiera)   | D     | Thomas Helveg                         |
| 3  | Italia (bandiera)      | D     | Paolo Maldini (capitano)              |
| 4  | Georgia (bandiera)     | D     | K'akhaber K'aladze                    |
| 5  | Argentina (bandiera)   | C     | Fernando Redondo                      |
| 7  | Ucraina (bandiera)     | A     | Andrij Ševčenko                       |
| 8  | Italia (bandiera)      | C     | Gennaro Gattuso                       |
| 9  | Italia (bandiera)      | A     | Filippo Inzaghi                       |
| 10 | Portogallo (bandiera)  | C     | Rui Costa                             |
| 11 | Brasile (bandiera)     | A     | Rivaldo                               |
| 12 | Brasile (bandiera)     | P     | Dida                                  |
| 13 | Italia (bandiera)      | D     | Alessandro Nesta                      |
| 14 | Croazia (bandiera)     | D     | Dario Šimić                           |
| 15 | Danimarca (bandiera)   | A     | Jon Dahl Tomasson                     |
| 16 | Argentina (bandiera)   | D     | José Chamot                           |
| 17 | Brasile (bandiera)     | D     | Claiton                               |
| 18 | Italia (bandiera)      | P     | Christian Abbiati                     |
| 19 | Italia (bandiera)      | D     | Alessandro Costacurta (vice capitano) |
| 20 | Paesi Bassi (bandiera) | C     | Clarence Seedorf                      |

| N. |                      | Ruolo | Calciatore          |
| -- | -------------------- | ----- | ------------------- |
| 21 | Italia (bandiera)    | C     | Andrea Pirlo        |
| 22 | Romania (bandiera)   | D     | Cosmin Contra       |
| 23 | Italia (bandiera)    | C     | Massimo Ambrosini   |
| 24 | Danimarca (bandiera) | D     | Martin Laursen      |
| 25 | Brasile (bandiera)   | D     | Roque Júnior        |
| 27 | Brasile (bandiera)   | C     | Serginho            |
| 28 | Italia (bandiera)    | C     | Samuele Dalla Bona  |
| 30 | Italia (bandiera)    | A     | Marco Borriello     |
| 31 | Francia (bandiera)   | C     | Ibrahim Ba          |
| 32 | Italia (bandiera)    | C     | Cristian Brocchi    |
| 33 | Brasile (bandiera)   | C     | Leonardo            |
| 34 | Italia (bandiera)    | A     | Alessandro Matri    |
| 36 | Italia (bandiera)    | C     | Stefano Pastrello   |
| 37 | Italia (bandiera)    | A     | Roberto Bortolotto  |
| 39 | Italia (bandiera)    | A     | Michele Piccolo     |
| 41 | Italia (bandiera)    | C     | Mattia Dal Bello    |
| 42 | Italia (bandiera)    | D     | Mirko Stefani       |
| 43 | Italia (bandiera)    | P     | Alessandro Venditti |
| 83 | Gabon (bandiera)     | C     | Catilina Aubameyang |

## Calciomercato
Nell'estate 2002 lascia il Milan Demetrio Albertini. Partono anche Sebastiano Rossi, José Mari, e i tre acquisti della stagione precedente, Ümit, Javi Moreno e Contra. Dida torna dal prestito, Clarence Seedorf viene prelevato dall'Inter in cambio di Francesco Coco mentre arrivano due giocatori a parametro zero: il brasiliano Rivaldo, Pallone d'oro 1999, proveniente dal Barcellona e l'attaccante danese Jon Dahl Tomasson dal Feyenoord. Dalla Lazio, invece, viene acquistato per 32 milioni di euro il difensore Alessandro Nesta.

### Sessione estiva
| Acquisti | Acquisti           | Acquisti           | Acquisti                   |  |
| R.       | Nome               | da                 | Modalità                   |  |
| -------- | ------------------ | ------------------ | -------------------------- |  |
| P        | Gabriele Aldegani  | Cosenza            | fine prestito              |  |
| P        | Dida               | Corinthians        | fine prestito              |  |
| D        | Samir Beloufa      | Germinal Beerschot | fine prestito              |  |
| D        | Francesco Coco     | Barcellona         | fine prestito              |  |
| D        | Fabricio Coloccini | Alavés             | fine prestito              |  |
| D        | Alessandro Nesta   | Lazio              | definitivo (31 milioni €)  |  |
| D        | Dario Šimić        | Inter              | definitivo                 |  |
| C        | Samuele Dalla Bona | Chelsea            | definitivo                 |  |
| C        | Pablo García       | Venezia            | fine prestito              |  |
| C        | Clarence Seedorf   | Inter              | definitivo                 |  |
| A        | Marco Borriello    | Treviso            | riscatto compartecipazione |  |
| A        | Rivaldo            | Barcellona         | definitivo                 |  |
| A        | Jon Dahl Tomasson  | Feyenoord          | svincolato                 |  |

| Cessioni | Cessioni             | Cessioni         | Cessioni      |
| R.       | Nome                 | a                | Modalità      |
| -------- | -------------------- | ---------------- | ------------- |
| P        | Gabriele Aldegani    | Livorno          | prestito      |
| P        | Sebastiano Rossi     | Perugia          | definitivo    |
| D        | Samir Beloufa        | Bastia           | definitivo    |
| D        | Francesco Coco       | Inter            | definitivo    |
| D        | Fabricio Coloccini   | Atlético Madrid  | prestito      |
| D        | Cosmin Contra        | Atlético Madrid  | definitivo    |
| D        | Mohamed Sarr         | Galatasaray      | prestito      |
| C        | Demetrio Albertini   | Atlético Madrid  | prestito      |
| C        | Marco Donadel        | Lecce            | prestito      |
| C        | Massimo Donati       | Parma            | prestito      |
| C        | Pablo García         | Osasuna          | definitivo    |
| C        | Ümit Davala          | Inter            | definitivo    |
| A        | Mohammed Aliyu Datti | Siena            | prestito      |
| A        | José Mari            | Atlético Madrid  | definitivo    |
| A        | Javi Moreno          | Atlético Madrid  | definitivo    |
| A        | Vitali Kutuzov       | Sporting Lisbona | prestito      |
| A        | Marco Simone         | Monaco           | fine prestito |

### Trasferimenti tra la sessione estiva e invernale
| Acquisti | Acquisti | Acquisti   | Acquisti |
| R.       | Nome     | da         | Modalità |
| -------- | -------- | ---------- | -------- |
| C        | Leonardo | svincolato |          |

| Cessioni | Cessioni | Cessioni | Cessioni |
| R.       | Nome     | a        | Modalità |
| -------- | -------- | -------- | -------- |

### Sessione invernale
| Acquisti | Acquisti       | Acquisti    | Acquisti      |
| R.       | Nome           | da          | Modalità      |
| -------- | -------------- | ----------- | ------------- |
| D        | Mohamed Sarr   | Galatasaray | fine prestito |
| C        | Massimo Donati | Parma       | fine prestito |

| Cessioni | Cessioni        | Cessioni | Cessioni |
| R.       | Nome            | a        | Modalità |
| -------- | --------------- | -------- | -------- |
| D        | Mohamed Sarr    | Ancona   | prestito |
| C        | Massimo Donati  | Torino   | prestito |
| A        | Marco Borriello | Empoli   | prestito |

### Trasferimenti dopo la sessione invernale
| Acquisti | Acquisti | Acquisti | Acquisti |
| R.       | Nome     | da       | Modalità |
| -------- | -------- | -------- | -------- |

| Cessioni | Cessioni | Cessioni | Cessioni      |
| R.       | Nome     | a        | Modalità      |
| -------- | -------- | -------- | ------------- |
| C        | Leonardo |          | fine carriera |

## Risultati

### Serie A

#### Girone di andata
| Arbitro: | Bertini (Arezzo) |

|             |           |  |
| Rivaldo 89’ | Marcatori |  |

| Arbitro: | De Santis (Tivoli) |

|  |           |                            |
|  | Marcatori | 17’, 90’ Inzaghi 54’ Šimić |

| Arbitro: | Saccani (Mantova) |

|                                     |           |  |
| Maldini 40’ Inzaghi 50’ Seedorf 65’ | Marcatori |  |

| Arbitro: | Rosetti (Torino) |

|              |           |            |
| C. López 51’ | Marcatori | 7’ Maldini |

| Arbitro: | Trefoloni (Siena) |

|                                                                        |           |  |
| Pirlo 21’ (rig.) Inzaghi 31’, 79’, 86’ Serginho 41’ Fattori 84’ (aut.) | Marcatori |  |

| Arbitro: | Paparesta (Bari) |

|          |           |                                                |
| Sala 30’ | Marcatori | 15’ Rivaldo 41’ Tomasson 66’ (rig.), 81’ Pirlo |

| Arbitro: | Racalbuto (Gallarate) |

|                                           |           |                             |
| Marazzina 22’ Bierhoff 49’ F. Cossato 83’ | Marcatori | 59’ Ševčenko 90+4’ Tomasson |

| Arbitro: | De Santis (Tivoli) |

|                         |           |  |
| Inzaghi 20’ Rivaldo 64’ | Marcatori |  |

| Arbitro: | Paparesta (Bari) |

|                       |           |                  |
| Di Vaio 8’ Thuram 21’ | Marcatori | 32’ (rig.) Pirlo |

| Arbitro: | Bertini (Arezzo) |

|                              |           |                  |
| Pirlo 48’ (rig.), 70’ (rig.) | Marcatori | 63’ E. Filippini |

| Arbitro: | Paparesta (Bari) |

|              |           |  |
| Serginho 13’ | Marcatori |  |

| Arbitro: | De Santis (Tivoli) |

|            |           |              |
| Rocchi 42’ | Marcatori | 52’ Ševčenko |

| Arbitro: | Collina (Viareggio) |

|             |           |  |
| Inzaghi 73’ | Marcatori |  |

| Arbitro: | Farina (Novi Ligure) |

|             |           |                            |
| Pecchia 22’ | Marcatori | 20’ Ambrosini 42’ Ševčenko |

| Milano 22 dicembre 2002, ore 15:00 CET 15ª giornata | Milan                    | 0 – 0 referto | Brescia | Stadio Giuseppe Meazza (61.724 spett.)\| Arbitro: \| Morganti (Ascoli Piceno) \| |
| Arbitro:                                            | Morganti (Ascoli Piceno) |               |         |                                                                                  |

| Arbitro: | Trentalange (Torino) |

|  |           |                           |
|  | Marcatori | 51’ Ševčenko 78’ Serginho |

| Arbitro: | De Santis (Tivoli) |

|                              |           |             |
| Pirlo 54’ (rig.) Rivaldo 69’ | Marcatori | 53’ Hurenka |

#### Girone di ritorno
| Arbitro: | Paparesta (Bari) |

|                    |           |  |
| Pizarro 37’ (rig.) | Marcatori |  |

| Arbitro: | Trefoloni (Siena) |

|                              |           |               |
| Pirlo 77’ (rig.) Inzaghi 80’ | Marcatori | 90+1’ Scoponi |

| Arbitro: | Dondarini (Finale Emilia) |

|             |           |  |
| Miccoli 36’ | Marcatori |  |

| Arbitro: | Collina (Viareggio) |

|                            |           |                                   |
| F. Inzaghi 62’ Rivaldo 70’ | Marcatori | 21’ Stanković 30’ (rig.) C. López |

| Arbitro: | Palanca (Roma 1) |

|  |           |                               |
|  | Marcatori | 2’ Inzaghi 43’, 45+3’ Seedorf |

| Arbitro: | Farina (Novi Ligure) |

|                               |           |                                       |
| Inzaghi 34’, 79’ Tomasson 70’ | Marcatori | 1’ (aut.) Maldini 29’, 31’ F. Rossini |

| Milano 9 marzo 2003, ore 20:30 CET 24ª giornata | Milan              | 0 – 0 referto | Chievo | Stadio Giuseppe Meazza (33.431 spett.)\| Arbitro: \| De Santis (Tivoli) \| |
| Arbitro:                                        | De Santis (Tivoli) |               |        |                                                                            |

| Reggio Calabria 15 marzo 2003, ore 18:00 CET 25ª giornata | Reggina           | 0 – 0 referto | Milan | Stadio Oreste Granillo (26.640 spett.)\| Arbitro: \| Trefoloni (Siena) \| |
| Arbitro:                                                  | Trefoloni (Siena) |               |       |                                                                           |

| Arbitro: | Trefoloni (Siena) |

|                         |           |            |
| Ševčenko 4’ Inzaghi 25’ | Marcatori | 10’ Nedvěd |

| Arbitro: | Farina (Novi Ligure) |

|             |           |  |
| Adriano 77’ | Marcatori |  |

| Arbitro: | Rosetti (Torino) |

|  |           |             |
|  | Marcatori | 62’ Inzaghi |

| Arbitro: | Messina (Bergamo) |

|  |           |               |
|  | Marcatori | 12’ Di Natale |

| Arbitro: | Paparesta (Bari) |

|                         |           |              |
| Cassano 60’ Tommasi 76’ | Marcatori | 81’ Tomasson |

| Arbitro: | Dondarini (Finale Emilia) |

|                              |           |  |
| Inzaghi 11’ (rig.) Nesta 59’ | Marcatori |  |

| Arbitro: | Collina (Viareggio) |

|            |           |  |
| Appiah 84’ | Marcatori |  |

| Arbitro: | Trefoloni (Siena) |

|                                          |           |            |
| Pirlo 23’ (rig.) Seedorf 51’ Inzaghi 66’ | Marcatori | 68’ Meghni |

| Arbitro: | Rizzoli (Bologna) |

|                                                  |           |                           |
| Hübner 6’, 82’ Maresca 17’ (rig.) Marchionni 31’ | Marcatori | 30’ (rig.), 90+2’ Brocchi |

### Coppa Italia

#### Fase finale
| Arbitro: | Saccani (Mantova) |

|             |           |              |
| Robbiati 5’ | Marcatori | 45’ Leonardo |

| Arbitro: | Pieri (Lucca) |

|                                                           |           |         |
| Rui Costa 9’ Tomasson 12’, 39’ Borriello 69’ Leonardo 88’ | Marcatori | 7’ Ganz |

| Milano 14 gennaio 2003, ore 21:00 CET Quarti di finale - Andata | Milan                     | 0 – 0 referto | Chievo | Stadio Giuseppe Meazza (3.598 spett.)\| Arbitro: \| Dondarini (Finale Emilia) \| |
| Arbitro:                                                        | Dondarini (Finale Emilia) |               |        |                                                                                  |

| Arbitro: | Messina (Bergamo) |

|                                  |           |                                                         |
| Beghetto 69’ D. Franceschini 81’ | Marcatori | 1’ Kaladze 43’, 63’ Seedorf 45’ Tomasson 84’ Dalla Bona |

| Perugia 6 febbraio 2003, ore 21:00 CET Semifinale - Andata | Perugia            | 0 – 0 referto | Milan | Stadio Renato Curi (12.000 spett.)\| Arbitro: \| Ayroldi (Molfetta) \| |
| Arbitro:                                                   | Ayroldi (Molfetta) |               |       |                                                                        |

| Arbitro: | Rodomonti (Teramo) |

|                        |           |                |
| Tomasson 41’ Nesta 52’ | Marcatori | 83’ Caracciolo |

| Arbitro: | Paparesta (Bari) |

|           |           |                                                     |
| Totti 28’ | Marcatori | 62’ (rig.), 72’ Serginho 70’ Ambrosini 89’ Ševčenko |

| Arbitro: | Rosetti (Torino) |

|                           |           |                |
| Rivaldo 65’ Inzaghi 90+4’ | Marcatori | 56’, 64’ Totti |

### Champions League

#### Turni preliminari
| Arbitro: | Plautz |

|             |           |  |
| Inzaghi 68’ | Marcatori |  |

| Arbitro: | Daudén Ibáñez |

|                         |           |             |
| Slepička 46’ Langer 88’ | Marcatori | 20’ Inzaghi |

#### Prima fase a gironi
| Arbitro: | Vassaras |

|                  |           |             |
| Inzaghi 57’, 61’ | Marcatori | 75’ Moreira |

| Arbitro: | Nielsen |

|  |           |                                   |
|  | Marcatori | 17’ Seedorf 33’, 55’, 62’ Inzaghi |

| Arbitro: | Dallas |

|             |           |                  |
| Pizarro 54’ | Marcatori | 52’, 84’ Inzaghi |

| Arbitro: | Micheľ |

|                          |           |            |
| Serginho 11’ Inzaghi 64’ | Marcatori | 23’ Tarnat |

| Arbitro: | Barber |

|                       |           |              |
| Moreira 41’ Utaka 49’ | Marcatori | 31’ Ševčenko |

| Arbitro: | Riley |

|              |           |                        |
| Tomasson 34’ | Marcatori | 58’ Tristán 70’ Makaay |

#### Seconda fase a gironi
| Arbitro: | Meier |

|              |           |  |
| Ševčenko 40’ | Marcatori |  |

| Arbitro: | Frisk |

|  |           |             |
|  | Marcatori | 49’ Inzaghi |

| Arbitro: | Veissière |

|              |           |  |
| Tomasson 62’ | Marcatori |  |

| Arbitro: | Vassaras |

|  |           |                    |
|  | Marcatori | 34’ (rig.) Rivaldo |

| Arbitro: | Nielsen |

|                        |           |             |
| Raúl 12’, 57’ Guti 86’ | Marcatori | 81’ Rivaldo |

| Arbitro: | Barber |

|  |           |            |
|  | Marcatori | 80’ Koller |

#### Fase ad eliminazione diretta
| Amsterdam 8 aprile 2003, ore 20:45 CEST Quarti di finale - Andata | Ajax  | 0 – 0 referto | Milan | Amsterdam ArenA (50.000 spett.)\| Arbitro: \| Hauge \| |
| Arbitro:                                                          | Hauge |               |       |                                                        |

| Arbitro: | Mejuto González |

|                                         |           |                          |
| Inzaghi 30’ Ševčenko 65’ Tomasson 90+1’ | Marcatori | 63’ Litmanen 78’ Pienaar |

| Milano 7 maggio 2003, ore 20:45 CEST Semifinale - Andata | Milan  | 0 – 0 referto | Inter | Stadio Giuseppe Meazza (77.049 spett.)\| Arbitro: \| Ivanov \| |
| Arbitro:                                                 | Ivanov |               |       |                                                                |

| Arbitro: | Veissière |

|             |           |                |
| Martins 84’ | Marcatori | 45+1’ Ševčenko |

| Arbitro: | Merk |

|                                                 |                      |                                         |
| Trezeguet Birindelli Zalayeta Montero Del Piero | Tiri di rigore 2 – 3 | Serginho Seedorf Kaladze Nesta Ševčenko |

## Statistiche

### Statistiche di squadra
| Competizione     | Punti | In casa | In casa | In casa | In casa | In casa | In casa | In trasferta | In trasferta | In trasferta | In trasferta | In trasferta | In trasferta | Totale | Totale | Totale | Totale | Totale | Totale | DR  |
| Competizione     | Punti | G       | V       | N       | P       | Gf      | Gs      | G            | V            | N            | P            | Gf           | Gs           | G      | V      | N      | P      | Gf     | Gs     | DR  |
| ---------------- | ----- | ------- | ------- | ------- | ------- | ------- | ------- | ------------ | ------------ | ------------ | ------------ | ------------ | ------------ | ------ | ------ | ------ | ------ | ------ | ------ | --- |
| Serie A          | 61    | 17      | 12      | 4       | 1       | 32      | 11      | 17           | 6            | 3            | 8            | 23           | 19           | 34     | 18     | 7      | 9      | 55     | 30     | +25 |
| Coppa Italia     | -     | 4       | 2       | 2       | 0       | 9       | 4       | 4            | 2            | 2            | 0            | 10           | 4            | 8      | 4      | 4      | 0      | 19     | 8      | +11 |
| Champions League | 24    | 9       | 6       | 1       | 2       | 11      | 7       | 9            | 4            | 2            | 3            | 12           | 9            | 19     | 10     | 4      | 5      | 23     | 16     | +7  |
| Totale           | 85    | 30      | 20      | 7       | 3       | 52      | 22      | 30           | 12           | 7            | 11           | 45           | 32           | 61     | 32     | 15     | 14     | 97     | 54     | +43 |

### Statistiche dei giocatori
Sono in corsivo i calciatori che hanno lasciato la società durante la stagione.
| Giocatore     | Serie A  | Serie A | Serie A     | Serie A    | Coppa Italia | Coppa Italia | Coppa Italia | Coppa Italia | Champions League | Champions League | Champions League | Champions League | Totale   | Totale | Totale      | Totale     |
| Giocatore     | Presenze | Reti    | Ammonizioni | Espulsioni | Presenze     | Reti         | Ammonizioni  | Espulsioni   | Presenze         | Reti             | Ammonizioni      | Espulsioni       | Presenze | Reti   | Ammonizioni | Espulsioni |
| ------------- | -------- | ------- | ----------- | ---------- | ------------ | ------------ | ------------ | ------------ | ---------------- | ---------------- | ---------------- | ---------------- | -------- | ------ | ----------- | ---------- |
| C. Abbiati    | 3        | -3      | 0           | 0          | 8            | -8           | 0            | 0            | 6                | -9               | 0                | 0                | 17       | -20    | 0           | 0          |
| M. Ambrosini  | 21       | 1       | 4           | 1          | 3            | 1            | 2            | 0            | 13               | 0                | 3                | 0                | 37       | 2      | 9           | 1          |
| C. Aubameyang | 1        | 0       | 0           | 0          | 2            | 0            | 0            | 0            | 1                | 0                | 0                | 0                | 4        | 0      | 0           | 0          |
| I. Ba         | 3        | 0       | 0           | 0          | 2            | 0            | 0            | 0            | 0                | 0                | 0                | 0                | 5        | 0      | 0           | 0          |
| M. Borriello  | 3        | 0       | 0           | 0          | 2            | 1            | 0            | 0            | 1                | 0                | 0                | 0                | 6        | 1      | 0           | 0          |
| R. Bortolotto | 1        | 0       | 0           | 0          | 0            | 0            | 0            | 0            | 0                | 0                | 0                | 0                | 1        | 0      | 0           | 0          |
| C. Brocchi    | 12       | 2       | 2           | 0          | 7            | 0            | 2            | 0            | 7                | 0                | 0                | 0                | 26       | 2      | 4           | 0          |
| J. Chamot     | 2        | 0       | 0           | 0          | 1            | 0            | 0            | 0            | 1                | 0                | 0                | 0                | 4        | 0      | 0           | 0          |
| Claiton       | 0        | 0       | 0           | 0          | 1            | 0            | 0            | 0            | 0                | 0                | 0                | 0                | 1        | 0      | 0           | 0          |
| C. Contra     | 0        | 0       | 0           | 0          | 0            | 0            | 0            | 0            | 1                | 0                | 0                | 0                | 1        | 0      | 0           | 0          |
| A. Costacurta | 18       | 0       | 1           | 0          | 5            | 0            | 0            | 0            | 11               | 0                | 2                | 0                | 34       | 0      | 3           | 0          |
| M. Dal Bello  | 1        | 0       | 0           | 0          | 1            | 0            | 0            | 0            | 0                | 0                | 0                | 0                | 2        | 0      | 0           | 0          |
| S. Dalla Bona | 4        | 0       | 1           | 0          | 6            | 1            | 2            | 0            | 6                | 0                | 1                | 0                | 16       | 1      | 4           | 0          |
| Dida          | 30       | -23     | 0           | 0          | 0            | -0           | 0            | 0            | 14               | -7               | 0                | 0                | 44       | -30    | 0           | 0          |
| V. Fiori      | 1        | -4      | 0           | 0          | 0            | -0           | 0            | 0            | 0                | -0               | 0                | 0                | 1        | -4     | 0           | 0          |
| G. Gattuso    | 25       | 0       | 5           | 0          | 3            | 0            | 2            | 0            | 14               | 0                | 6                | 0                | 42       | 0      | 13          | 0          |
| T. Helveg     | 8        | 0       | 2           | 0          | 7            | 0            | 1            | 0            | 2                | 0                | 0                | 0                | 17       | 0      | 3           | 0          |
| F. Inzaghi    | 30       | 17      | 2           | 0          | 3            | 1            | 1            | 0            | 16               | 12               | 2                | 0                | 49       | 30     | 5           | 0          |
| K. K'aladze   | 27       | 0       | 3           | 0          | 4            | 1            | 0            | 0            | 15               | 0                | 1                | 0                | 46       | 1      | 4           | 0          |
| M. Laursen    | 10       | 0       | 1           | 0          | 7            | 0            | 0            | 0            | 9                | 0                | 0                | 0                | 26       | 0      | 1           | 0          |
| Leonardo      | 1        | 0       | 0           | 0          | 4            | 2            | 0            | 0            | 0                | 0                | 0                | 0                | 5        | 2      | 0           | 0          |
| P. Maldini    | 29       | 2       | 4           | 0          | 1            | 0            | 0            | 0            | 19               | 0                | 1                | 0                | 49       | 2      | 5           | 0          |
| A. Matri      | 1        | 0       | 0           | 0          | 0            | 0            | 0            | 0            | 0                | 0                | 0                | 0                | 1        | 0      | 0           | 0          |
| A. Nesta      | 29       | 1       | 5           | 0          | 5            | 1            | 0            | 0            | 14               | 0                | 1                | 0                | 48       | 2      | 6           | 0          |
| S. Pastrello  | 1        | 0       | 0           | 0          | 0            | 0            | 0            | 0            | 0                | 0                | 0                | 0                | 1        | 0      | 0           | 0          |
| M. Piccolo    | 1        | 0       | 0           | 0          | 0            | 0            | 0            | 0            | 0                | 0                | 0                | 0                | 1        | 0      | 0           | 0          |
| A. Pirlo      | 27       | 9       | 3           | 1          | 2            | 0            | 0            | 0            | 13               | 0                | 2                | 0                | 42       | 9      | 5           | 1          |
| F. Redondo    | 8        | 0       | 0           | 0          | 6            | 0            | 1            | 0            | 5                | 0                | 0                | 0                | 19       | 0      | 1           | 0          |
| Rivaldo       | 22       | 5       | 1           | 0          | 3            | 1            | 0            | 0            | 13               | 2                | 0                | 0                | 38       | 8      | 1           | 0          |
| Roque Júnior  | 4        | 0       | 2           | 0          | 2            | 0            | 0            | 0            | 2                | 0                | 0                | 0                | 8        | 0      | 2           | 0          |
| Rui Costa     | 25       | 0       | 2           | 0          | 5            | 1            | 1            | 0            | 18               | 0                | 1                | 0                | 48       | 1      | 4           | 0          |
| C. Seedorf    | 29       | 4       | 1           | 0          | 3            | 2            | 0            | 0            | 16               | 1                | 3                | 0                | 48       | 7      | 4           | 0          |
| Serginho      | 21       | 3       | 1           | 0          | 4            | 2            | 0            | 0            | 13               | 1                | 2                | 0                | 38       | 6      | 3           | 0          |
| A. Ševčenko   | 24       | 5       | 3           | 0          | 4            | 1            | 0            | 0            | 11               | 4                | 1                | 0                | 39       | 10     | 4           | 0          |
| D. Šimić      | 29       | 1       | 0           | 0          | 3            | 0            | 0            | 0            | 13               | 0                | 0                | 0                | 45       | 1      | 0           | 0          |
| M. Stefani    | 1        | 0       | 0           | 0          | 0            | 0            | 0            | 0            | 0                | 0                | 0                | 0                | 1        | 0      | 0           | 0          |
| J.D. Tomasson | 19       | 4       | 0           | 0          | 7            | 4            | 1            | 0            | 11               | 3                | 1                | 0                | 37       | 11     | 2           | 0          |